# Адилов Борі Адилович
Борі Адилович Адилов (1908, місто Ташкент, тепер Узбекистан — 20 березня 1965, місто Ташкент, тепер Узбекистан) — радянський узбецький діяч, секретар ЦК КП(б) Узбекистану, заступник голови Ради народних комісарів Узбецької РСР. Депутат Верховної ради Узбецької РСР.

## Життєпис
Трудову діяльність розпочав у 1923 році. З 1925 по 1929 рік працював палітурником у друкарнях міста Ташкента. Член ВКП(б).
У 1929—1930 роках — голова Центрального правління Спілки друкарів Узбецької РСР.
З 1930 по 1940 рік — на керівній господарській роботі.
У 1941 році — секретар Ташкентського міського комітету КП(б) Узбекистану.
У 1941—1942 роках — народний комісар текстильної промисловості Узбецької РСР.
У 1942 році — заступник голови Ради народних комісарів Узбецької РСР і постійний представник РНК Узбецької РСР при РНК СРСР.
4 лютого 1943 — 1944 року — секретар ЦК КП(б) Узбекистану із харчової промисловості.
З 1945 року — голова виконавчого комітету Кашкадар'їнської обласної ради депутатів трудящих.
Потім — начальник Управління матеріально-технічного постачання при Раді міністрів Узбецької РСР; постійний представник РМ Узбецької РСР при РМ СРСР; голова правління Узпромради; директор павільйону Узбецької РСР на Виставці досягнень народного господарства СРСР.
До березня 1965 року — персональний пенсіонер республіканського значення.
Помер 20 березня 1965 року в Ташкенті. Похований 20 березня 1965 року на Чигатайському цвинтарі Ташкенту.

## Нагороди
- орден Трудового Червоного Прапора
- орден «Знак Пошани»
- медалі